# Hampea punctulata
Hampea punctulata là một loài thực vật có hoa trong họ Cẩm quỳ. Loài này được Cuatrec. mô tả khoa học đầu tiên năm 1954.